# Самошкёзи, Иштван
Иштван Самошкёзи (венг. István Szamosközy), латинизированное имя — Замосий (лат. Zamosius) (1570, Клуж-Напока — 29 марта 1612, Дьюлафехервар) — венгерский историк.

## Биография
Воспитывался трансильванским дворянином Ласло Шомори, затем — канцлером Фаркашем Ковачоци, который в 1591 году отправил Иштвана в Падуанский университет. В 1592 году Иштван отправился в Рим.
Вернувшись из Падуи, совершил поездку по Германии, где учился в Гейдельбергском университете, после чего начал заниматься историей.
Во время правления Иштвана Бочкаи стал архивариусом и придворным историком в Дьюлафехерваре.
Стал первым профессиональным и лучшим венгерским историком-гуманистом своего времени.

## Авторство
В 1593 году написал и опубликовал в Падуе археологический труд о сохранившихся в Трансильвании древнеримских камнях с письменами.
Одна из его работ, «Analecta lapidum», вышла в свет при жизни автора, другие до сих пор остаются в рукописях, некоторые — частично утрачены.
Наиболее заметными произведениями являются латинские и трансильванские рассказы, написанные на латыни («Rerum Transylvanarum Pentades», «Hebdomades»), от которых, однако, остались только фрагменты.